# Bulgarian Open Challenger 2000
Il Bulgarian Open Challenger 2000 è stato un torneo di tennis facente parte della categoria ATP Challenger Series nell'ambito dell'ATP Challenger Series 2000. Il torneo si è giocato a Sofia in Bulgaria dal 5 al 10 settembre 2000 su campi in terra rossa.

## Vincitori

### Singolare
Stefano Tarallo ha battuto in finale  Andrea Gaudenzi con il punteggio di 6–1, 6–2

### Doppio
Dejan Petrović /  Orlin Stanojčev hanno battuto in finale  Radoslav Lukaev /  Luben Pampoulov 6–2, 6(5)–7, 7–6(6)